# Carole André
Carole André Smith (* 11. März 1953 in Paris) ist eine französische Schauspielerin und Geschäftsfrau.

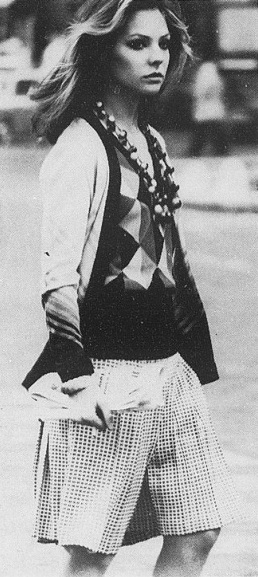
Carole André 1973

## Leben
André, die Tochter der Schauspielerin Gaby André, kam bereits mit 14 Jahren zum Film. Sie trat in über 40 Filmen oder Fernsehrollen auf; meist waren ihre Parts auf die der gutaussehenden, zu rettenden Frau beschränkt. Ihre bekannteste Rolle spielte sie wohl im Fernseh-Mehrteiler Sandokan – Der Tiger von Malaysia 1976. Später zog sie sich weitgehend von der Schauspielerei zurück. Im Jahr 2007 spielte sie in zwei Folgen der Serie Un medico in famiglia eine Gastrolle.
Zu Beginn der 1990er Jahre nahm sie an der Harvard Business School ein Studium auf und arbeitete später für ihre eigene Public-Relations-Firma in Rom. Heute leitet sie bei der Cinecittà die internationale Marketing-Abteilung. André ist mit dem Unternehmer und Bankier Luigi Abete verheiratet.

## Filmografie (Auswahl)
- 1967: Tödlicher Ritt nach Sacramento (Con lui cavalca la morte)
- 1967: Von Angesicht zu Angesicht (Faccia a faccia)
- 1969: Dillinger ist tot (Dillinger è morto)
- 1971: Das Messer (Una farfalla con le ali insanguinate)
- 1971: Tod in Venedig (Morte a Venezia)
- 1972: Don Camillo e i giovani d’oggi
- 1973: Ci risiamo, vero Provvidenza?
- 1973: Wolfsblut (Zanna Bianca)
- 1976: Sandokan – Der Tiger von Malaysia (Sandokan) (Fernseh-Miniserie)
- 1976: Der schwarze Korsar (Il corsaro nero)
- 1978: Unheimliche Begegnung in der Tiefe (Incontri con gli umanoidi)
- 1980: Komm zurück, Kleiner (Voltati Eugenio)
- 1983: Einer gegen das Imperium (Il mondo di Yor)
- 1984: Söldner Attack (Razza violenta)
- 1989: Solo (Fernsehserie, drei Folgen)
- 2007: Un medico in famiglia (Fernsehserie, zwei Folgen)